# 天安堂 (福州市)

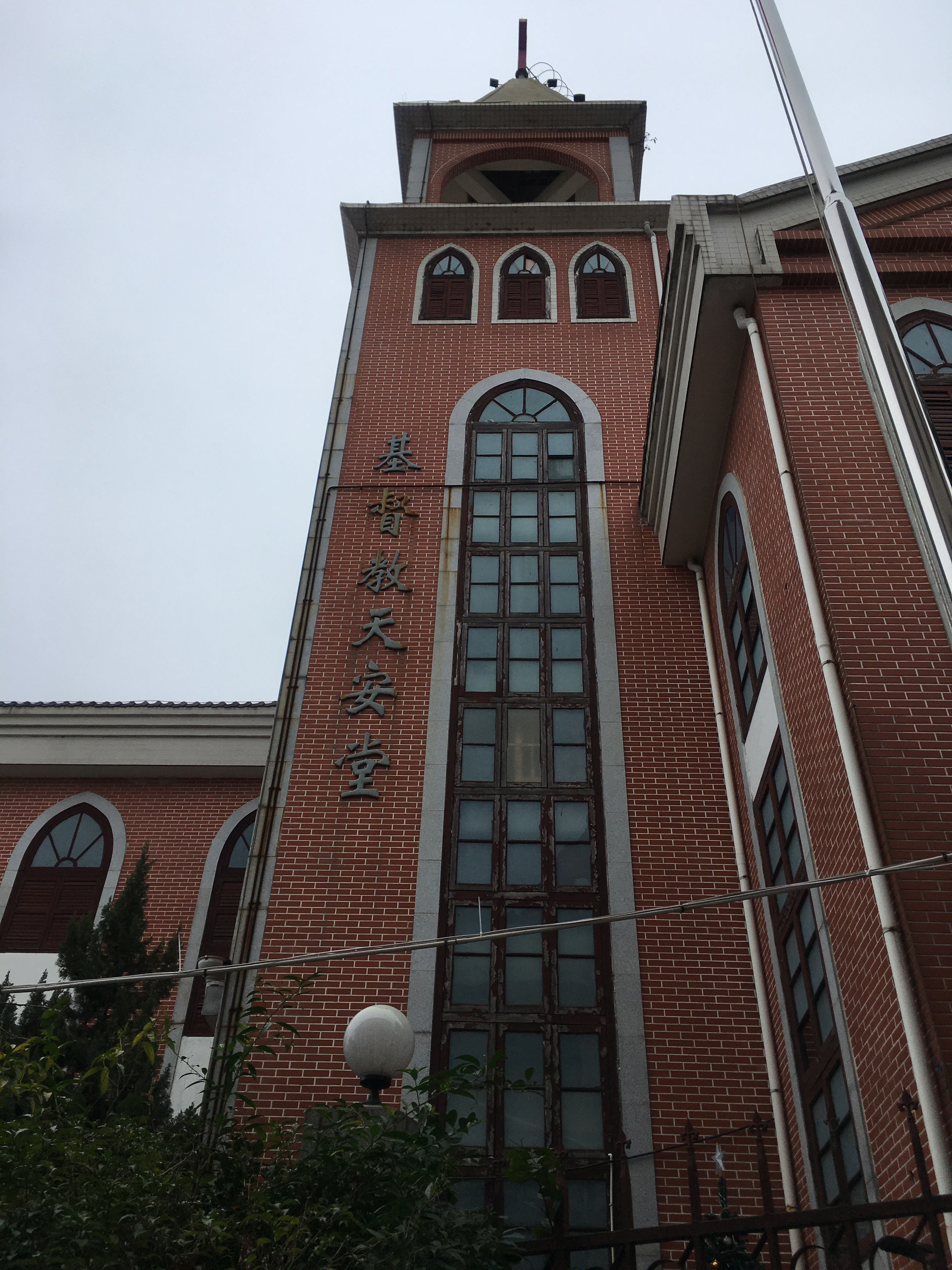
現在の天安堂（福州市、2019年）

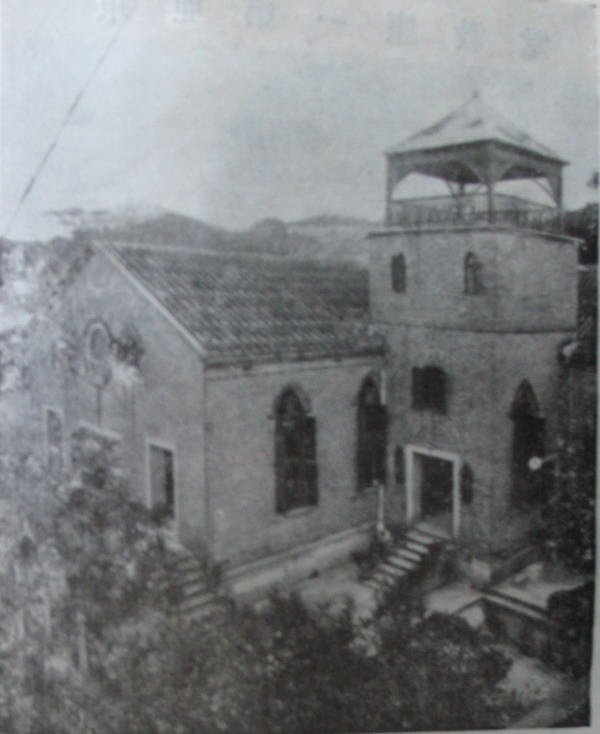
かつての天安堂（19世紀末）

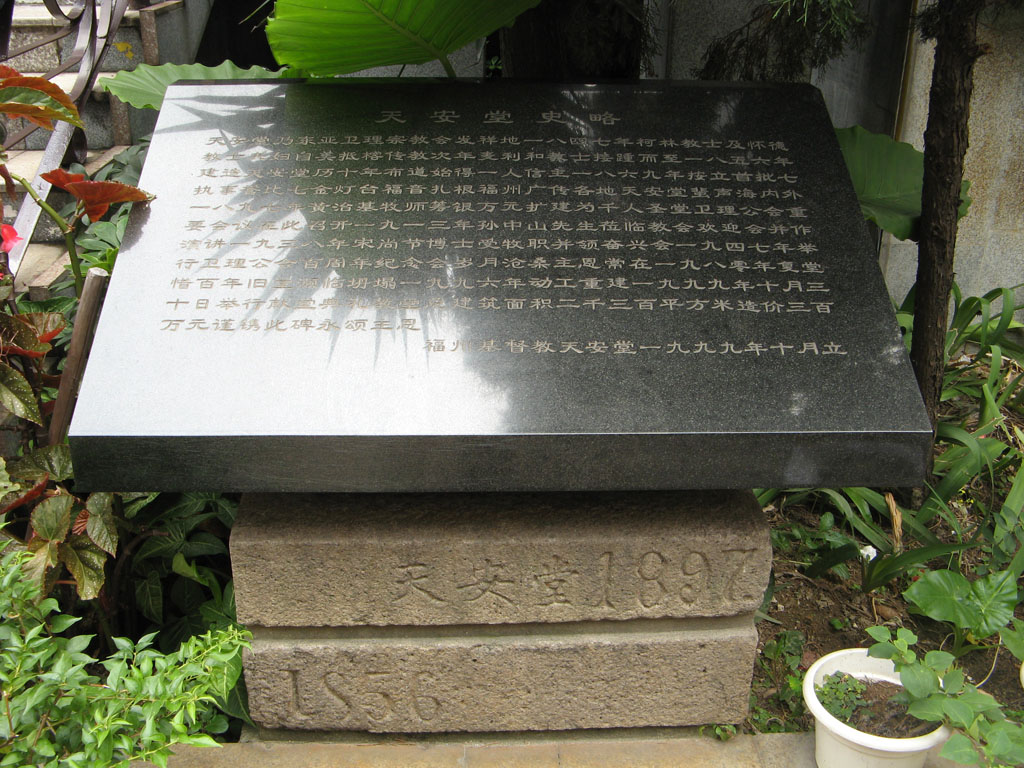
福州基督教天安堂記念碑（1999年設立）

天安堂（てんあんどう、中国語: 天安基督教堂、英語: Church of Heavenly Peace, Fuzhou）は、中国福建省福州市倉山区天安里にあるプロテスタント教会である。1856年にメソジスト監督教会宣教団が東アジアで初めて福州に建てた茶亭街の真神堂に次ぐ2番目の教会であり、倉山区天安里の山腹に位置し、北側急斜面は岷江に面していて、そこには天安寺もあった。

## 歴史
1847年9月7日、中国へのメソジスト宣教師の第一陣であるジャドソン・ドワイト・コリンズ牧師とM.C.ホワイト師夫妻が福州に到着した。1856年、宣教師マッカンリー師が福州の南台茶亭に東アジアで最初の教会・真神堂の建設を福州で行い、同年10月18日にはアメリカの宣教師マクレガー博士が天安堂も建設した。1,500銀両かかったと言われる。
1866年、福州メソジスト教会はこの教会で最初の年次伝道会議を開催し、福州の宣教地域を真神教会、天安教会、福音教会、小陵教会の4つの教区に分け、宣教師を次々に派遣した。福清市、興化市、古田県、南平市、江西省九江市から北京へ至る地にも新たな教区を設立して、布教を行なった。天安堂の向かいには、美華書店も設立した。
1877年以降、天安堂は正式にメソジスト教会の福州年次会議の会場となった。 1897年には、黄志基牧師は 20,000 元の銀を集めて教会を千人大聖堂に拡張し、福州へのメソジスト布教50周年を祝った。 1947年には、福州にメソジスト教会が導入されて100周年をここで祝い、中国のメソジスト教会の本部として使用された。
1900年、天南堂牧師の黄乃裳師は、南陽新福州の荒地を開拓するために600人の村民を募集したということもあった。
1920年2月、有名な伝道女史の余慈度が天南堂の大ホールでリバイバル集会を主導するために福州を訪れた。また、有名なウォッチマン・ニーの母子もその説教を聞きに来た。1930年代、宋尚潔が天南堂でいくつかのリバイバル集会を主導し、大きな影響を与えた。
1949年の共産主義革命後、メソジスト宣教団は国民党政府とともに台湾への移転を余儀なくされ、天平堂は他の中国の教会と同じ運命をたどり、三自愛国運動に参加し、共産主義的コントロールに屈服することになった。
1966年に文化大革命が始まると、天安堂は占領されて、1980年9月1日に再オープンした。1988年、天安堂は倉山区文物保護単位に指定された。1994 年、この教会には 1,600人の信者がいた。 1996年に築100年のホールが取り壊されて再建され、1999年10月30日に落成式が行われた。新しいホールの面積は2,300平方メートル、集会には1,500人を収容でき、費用は300万元だった。 
2015年1月24日、天安堂は福州市の第6期文物保護単位として発表された。

## 参照項目
- 中国のキリスト教
- 中国基督教協会
- 愛徳基金会
- 聖ドミニコ主経座堂（英語版） - 福州市のカトリックの大聖堂